# Prostheceraeus
Prostheceraeus är ett släkte av plattmaskar som beskrevs av Schmarda 1859. Prostheceraeus ingår i familjen Euryleptidae.
Släktet innehåller bara arten Prostheceraeus vittatus.